# Indofòbia
La indofòbia és una fòbia, una actitud hostil cap als habitants de l'Índia i la cultura de l'Índia i, en general, certs prejudicis contra els pobles del sud d'Àsia en general. La fòbia cap als indis és definida en el context dels prejudicis anti-indis apareguts a l'est d'Àfrica; com a conseqüència, hi havia una tendència a reaccionar negativament contra les persones d'arrels índies, especialment pel que fa a la seva cultura i els seus hàbits.